# Pasquotank megye
Pasquotank megye az Amerikai Egyesült Államokban, azon belül Észak-Karolina államban található. Megyeszékhelye és legnagyobb városa Elizabeth City. Lakosainak száma 40 568 fő (2020. április 1.). Pasquotank megye Camden, Perquimans, Gates és Tyrrell megyékkel határos.

## Népesség
A megye népességének változása:
| Lakosok száma | 40 711 | 40 359 | 40 505 | 39 981 | 39 829 | 40 568 |
|               | 2010   | 2011   | 2012   | 2013   | 2015   | 2020   |